# أحمد عروة
أحمد عروة (1926 - 1992)، طبيب وكاتب وباحث وشاعر جزائري، ناضل قبل الثورة وأثناءها في عدة منظمات وطنية، وبعد استرجاع السيادة الوطنية تقلد عدة مناصب، كان آخرها تعيينه عميدا على رأس جامعة الأمير عبد القادر للعلوم الإسلامية سنة 1989م، حتى وافته المنية يوم الخميس 27 فبراير 1992.

## حياته
- ولد يوم الثلاثاء 29 شوال 1344هـ الموافق لـ11 مايو 1926 بمدينة أمدوكال - باتنة بالجزائر، وكان الابن البكر لأبيه الشيخ محمد صديق، الذي رزقه الله في الجملة بعشرة من الولد: أربع بنات وستة أبناء.
- حفظ أحمد القرآن الكريم وهو صغير على يد الشيخ بلمحفوظي، كما تعلم مبادئ الإسلام وقواعد اللغة العربية على يد أبيه، الذي كان من خريجي جامعة الزيتونة بتونس.
- وهكذا نشأ أحمد عروة في بيت علم ودين، وعاش طفولته الأولى في بيئة يغلب عليها الطابع التقليدي المحافظ.
- في سن السابعة، تم تعيين الشيخ محمد صديق معلما في المدرسة الحرة بمدينة القليعة غرب الجزائر العاصمة، فانتقل إليها مصطحبا معه أسرته. في هذه المدينة الصغيرة، تلقى أحمد عروة دروس المرحلة الابتدائية، ثم المرحلة التكميلية، حتى حصوله على شهادة الأهلية.
- انتقل بعد ذلك إلى الجزائر العاصمة، أين سجل في ثانوية بيجو (الأمير عبد القادر حاليا).

في العاصمة، وأثناء دراسته الثانوية، تفتح وعيه السياسي، حيث انخرط في النضال ضمن صفوف حزب الشعب الجزائري، أين تعرف على بعض كبار الإطارات المستقبلية للحركة الوطنية والثورة التحريرية: محمد بلوزداد، أحمد بودة، امحمد يوسفي، أحمد محساس، لخضر رباح، وكثيرين آخرين. وكانت تربطه علاقة خاصة مع محمد بلوزداد.
- بعد أحداث ماي 1945، وجد أحمد عروة نفسه محل بحث من قبل السلطات الاستعمارية، وهو ما جعله يختفي عن الأنظار ويترك العاصمة، حيث انقطع عن دراسته ولجأ إلى مسقط رأسه امدوكال، وبقي هناك إلى غاية مارس 1946، بعد التصويت في المجلس الوطني الفرنسي على قانون العفو العام المتعلق بأحداث قالمة وسطيف.
- كما اشترك سنة 1946 في تأسيس مجموعة كشفية تحت لواء الكشافة الإسلامية الجزائرية باسم (فوج الأمير خالد)، متعاونا في ذلك مع مجموعة من رفاقه من مناضلي الحزب.
- حاول أحمد عروة بعد ذلك أن يواصل دراسته في ثانوية بيجو، لكن طلبه ووجه بالرفض القاطع.

حينئذ قرر والده أن يرسله إلى فرنسا لمواصلة دراسته هناك، متحملا في ذلك تكاليف باهظة ومشقة مادية كبيرة وهو الموظف المتواضع.
- غادر أحمد الجزائر إلى فرنسا، حيث استقر في أورليون، أين تمكن من الحصول على شهادة البكالوريا خلال السنة الدراسية 1947-1948، ليعود إلى الجزائر في نهاية السنة.

## دراسته للعلوم الطبية
- اختار أحمد عروة أن يدرس الطب في الجامعة، ولذلك عاد إلى فرنسا في شهر أكتوبر 1948، حيث التحق بجامعة (مونتبوليي)، وسجل أولا في كلية العلوم حيث درس فيها مواد: الفيزياء والكيمياء والبيولوجيا، والتي كان من الضروري تحصيلها والنجاح فيها قبل التمكن من دراسة العلوم الطبية.. وبعد أن تمكن من اجتياز هذه العقبة، تم قبول تسجيله في كلية الطب، حيث شرع في دراسة العلوم الطبية بداية من نوفمبر 1949م.
- أبدى حرصا كبيرا على التحصيل العلمي، فكان دائم الحضور مبكرا ليتمكن من الجلوس في الصف الأول، ويكون قريبا من أساتذته.
- وقد ظل يدرس في هذه الجامعة حتى أنهى دراسته للعلوم الطبية في شهر جوان 1954، ليعود بعد ذلك إلى الجزائر أين دخل في تربص تكويني في مستشفى البليدة، وفي شهر ديسمبر من سنة 1955 رجع إلى (مونتبوليي) لمناقشة أطروحته.
- جدير بالذكر أنه - أثناء دراسته الجامعية - نشط بصفته عضوًا في جمعية الطلبة المسلمين في فرنسا، ثم انتخب رئيسًا لها (1952 - 1953).

## نشاطه الوطني
- إثر حصوله على دكتوراه العلوم الطبية سنة 1955، عاد ليستقر في الجزائر العاصمة، أين فتح عيادة طبية في حي بلكور الشعبي، وسرعان ما انضم إلى المنظمة المدنية لجبهة التحرير الوطني ضمن القسم الصحي.
- في نهاية شهر فبراير 1957، وقَّفته سلطات الاحتلال الفرنسي بعد معركة الجزائر الشهيرة، وتم الزج به في عدة معتقلات، منها معتقل بوسوي، ولم يتم إطلاق سراحه إلا بعد سنتين.
- في هذا المعتقل التقى بعدد من المثقفين والأدباء الجزائريين ومنهم الشاعر والعالم الشيخ أحمد سحنون.
- بعد إطلاق سراحه، واصل أحمد عروة نشاطه المهني والوطني، وكان مما قام به من أعمال نضالية وطنية مداواة عدد كبير ممن أصيبوا بجراح خلال مظاهرات 11 ديسمبر 1960 التاريخية، التي انطلقت قريبا من عيادته الطبية.

## أعماله بعد الاستقلال
- بعد الاستقلال، زاول مهنته كطبيب في عيادته الخاصة، إضافة إلى إلقاء محاضرات في كلية الطب بجامعة الجزائر. كما واصل نضاله في صفوف حزب جبهة التحرير الوطني، وشارك في نشاط الأمانة الوطنية لقدماء المعتقلين، وانتُخب عضوا في المجلس الشعبي الولائي لولاية الجزائر.
- كما كان عضوًا في اتحاد الكتاب الجزائريين.
- في عام 1971 قرر الالتحاق بالوظيف العمومي، حيث تم تعيينه في المعهد الوطني للصحة العمومية، ليواصل أبحاثه ودراساته الطبية، ضمن تخصص حساس هو «الطب الاجتماعي».
- في سنة 1979 أسهم مع البروفيسور سعيد شيبان في تأسيس الجمعية الجزائرية لتاريخ الطب.
- وفي سنة 1981 حصل على درجة الأستاذية في العلوم الطبية.
- عين رئيسًا لمصلحة صحة البيئة، ثم مستشارًا بوزارة الصحة.
- وفي سنة 1989، عين مديرا لجامعة الأمير عبد القادر للعلوم الإسلامية بقسنطينة، وهو المنصب الذي كرس للقيام بحقه كل وقته وذكائه وطاقته وتفانيه، حتى وفاته في يوم الخميس 24 شعبان 1412هـ، الموافق 27 فبراير 1992 م.

1. القرآن من التفسير الموروث إلى تحليل الخطاب الديني؛

## وفاته
حينما بلغ الدكتور أحمد عروة 66 سنة توفي بعد مرض أحل به، وكان ذلك يوم الخميس 23 شعبان 1412هـ الموافق لـ 27 فيفري 1992م بمنزله الكائن بالقبة بالجزائر العاصمة.

## مؤلفاته
- ترك أحمد عروة تراثا فكريا معتبرا ومتميزا، أكثره مكتوب باللغة الفرنسية، ولم يترجَم منه إلا القليل، وهما كتابا: «الإسلام في مفترق الطرق» و«العلم والدين مناهج ومفاهيم»، إضافة إلى بعض الأبحاث، ومنها بحث في مجال الإعجاز العلمي للقرآن الكريم بعنوان مستمد من آية قرآنية: «أفرأيتم النار التي تورون».
- وقد توزعت مؤلفاته على المجالات العلمية والفكرية التي استأثرت باهتمامه، وهي: الطب والأدب والفكر الإسلامي.
- ففي الطب، ترك المؤلفات التالية:

1. الصحة البيئية ـ الإنسان وبيئته ـ الصحة والمحيط ـ النظافة والطب الوقائي عند ابن سينا؛

- وفي الأدب، له:

1. عندما تشرق الشمس (رواية)؛
2. محمد بلوزداد (نشيد)؛
3. نشيد العمال؛
4. نشيد الشباب الثائر.

- وعدة دواوين بالفرنسية:

1. أزهار العقول ـ مثل أزهار الصبار ـ بانوراما ـ الأزمنة المعاصرة ـ من وراء القضبان ـ ذكرى وبشرى (بالعربية)؛

- وفي الفكر الإسلامي، كتب عدة مؤلفات، هي:

1. الإسلام في مفترق الطرق 1969؛
2. الإسلام والعلم 1982؛
3. العلم والدين مناهج ومفاهيم 1987؛
4. الإسلام والديمقراطية 1990؛
5. الإسلام والجنس 1990؛
6. ما هو الإسلام؟؛
7. الإسلام وتحديد النسل 1986؛
8. تحديات علمية وآفاق اجتماعية للتقدم العلمي والتكنولوجي (مخطوط).

- وله عدة بحوث شارك بها في مؤتمرات طبية عربية وعالمية منها:

1. فيزيولوجيا التنفس عند ابن سينا؛
2. الصحة الاجتماعية في آفاقها الإسلامية؛
3. نظرية الوقاية عند ابن سينا وآفاقها الجديدة؛
4. آفاق إسلامية لفلسفة وسياسة الصحة؛
5. المناهج العلمية لمعرفة خصائص الأدوية عند ابن سينا؛
6. آفاق تعليم العلوم الطبية باللغة العربية؛
7. الطب الإسلامي وآفاقه؛

- إضافة إلى أبحاث فكرية إسلامية كثيرة قدمت في الملتقيات الوطنية والدولية، منها:

1. آفاق إسلامية لفلسفة العلوم الإنسانية؛
2. الفكر السياسي في العالم الإسلامي.. متاهات وعلامات؛
3. الأمة الإسلامية بين الاعتصام والانفصام؛
4. النموذج الغربي للأسرة؛
5. المسلمون في أوروبا بين الأخذ والعطاء؛

## وصلات خارجية
- ترجمة الطبيب والأديب والمفكر الجزائري الدكتور أحمد عروة عليه رحمة الله – الأستاذ الدكتور مسعود فلوسي
- جامعة الأمير عبد القادر للعلوم الإسلامية
- الملتقى الوطني الثاني للدكتور أحمد عروة: معادلة العلم والإيمان في شخصية حكيم أمدوكال